# Good Thunder (Minnesota)
Good Thunder est une ville américaine située dans le Comté de Blue Earth, dans le Minnesota. Selon le recensement de 2010, sa population est de 560 habitants.